# 大山交流道
大山交流道為臺灣國道三號的交流道，位於臺灣苗栗縣後龍鎮與造橋鄉的交界，指標為124k。
|        | 124 大山 |  | 造橋 大山 |
| 高鐵站 | 124 大山 |  |           |

## 外部連結
- 國道三號大山交流道示意圖 （页面存档备份，存于）（交通部高速公路局）